# Bronces rituales chinos

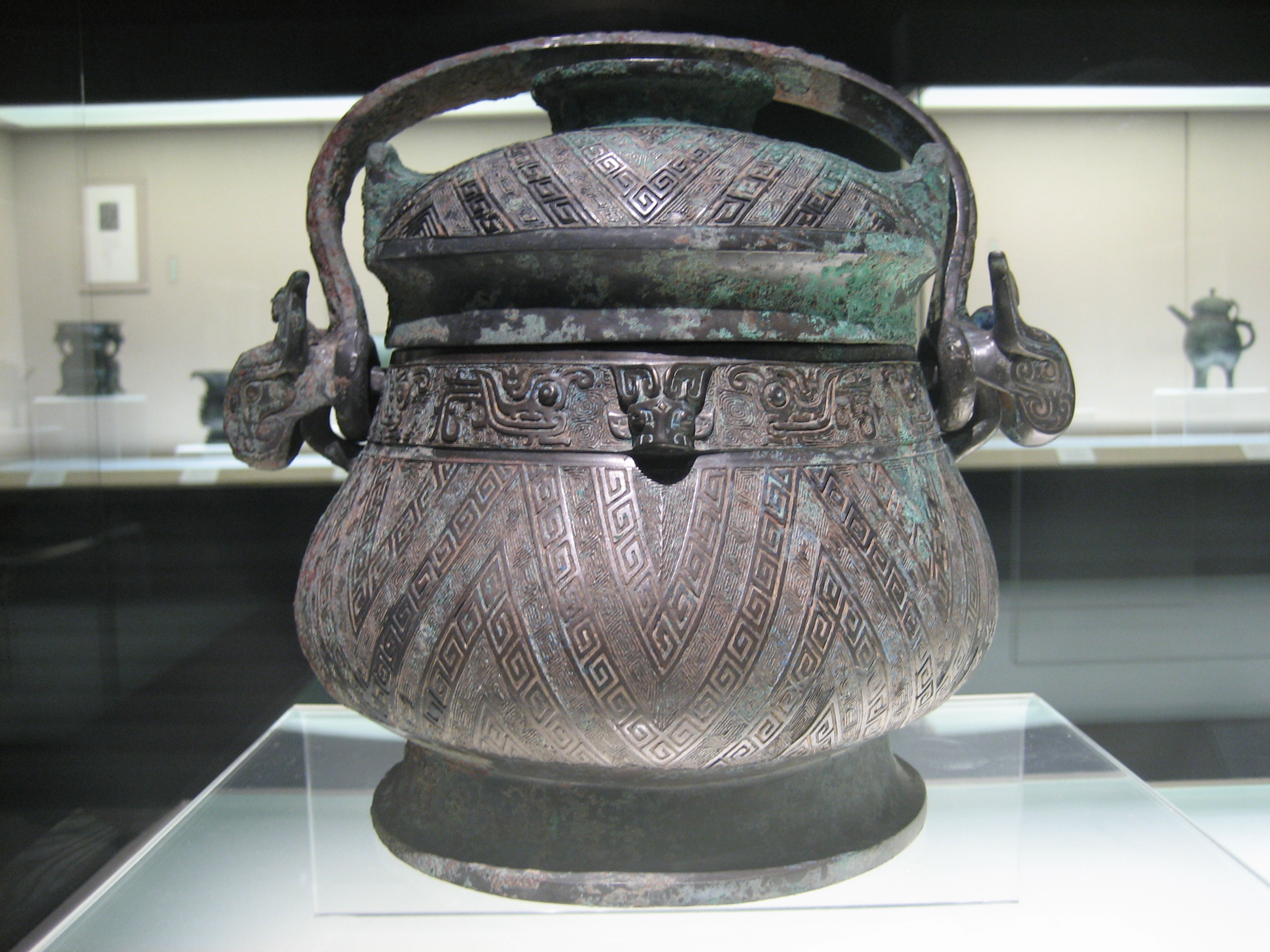
Gui con un patrón de decoración en zigzag, Zhou, Museo de Shanghái.

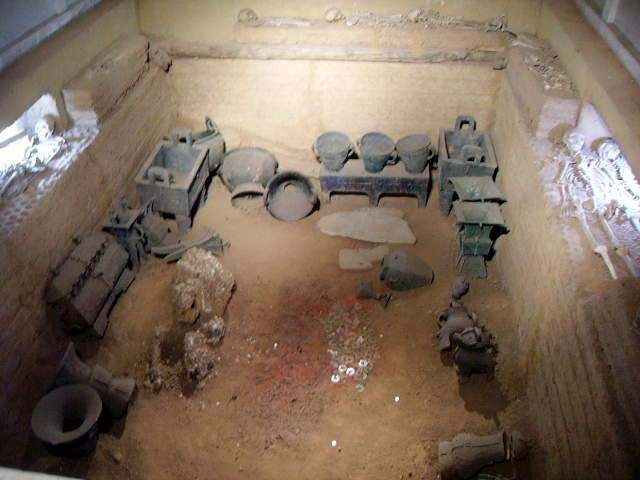
Foso de entierro en la Tumba de Fu Hao, como se muestra en exposición.

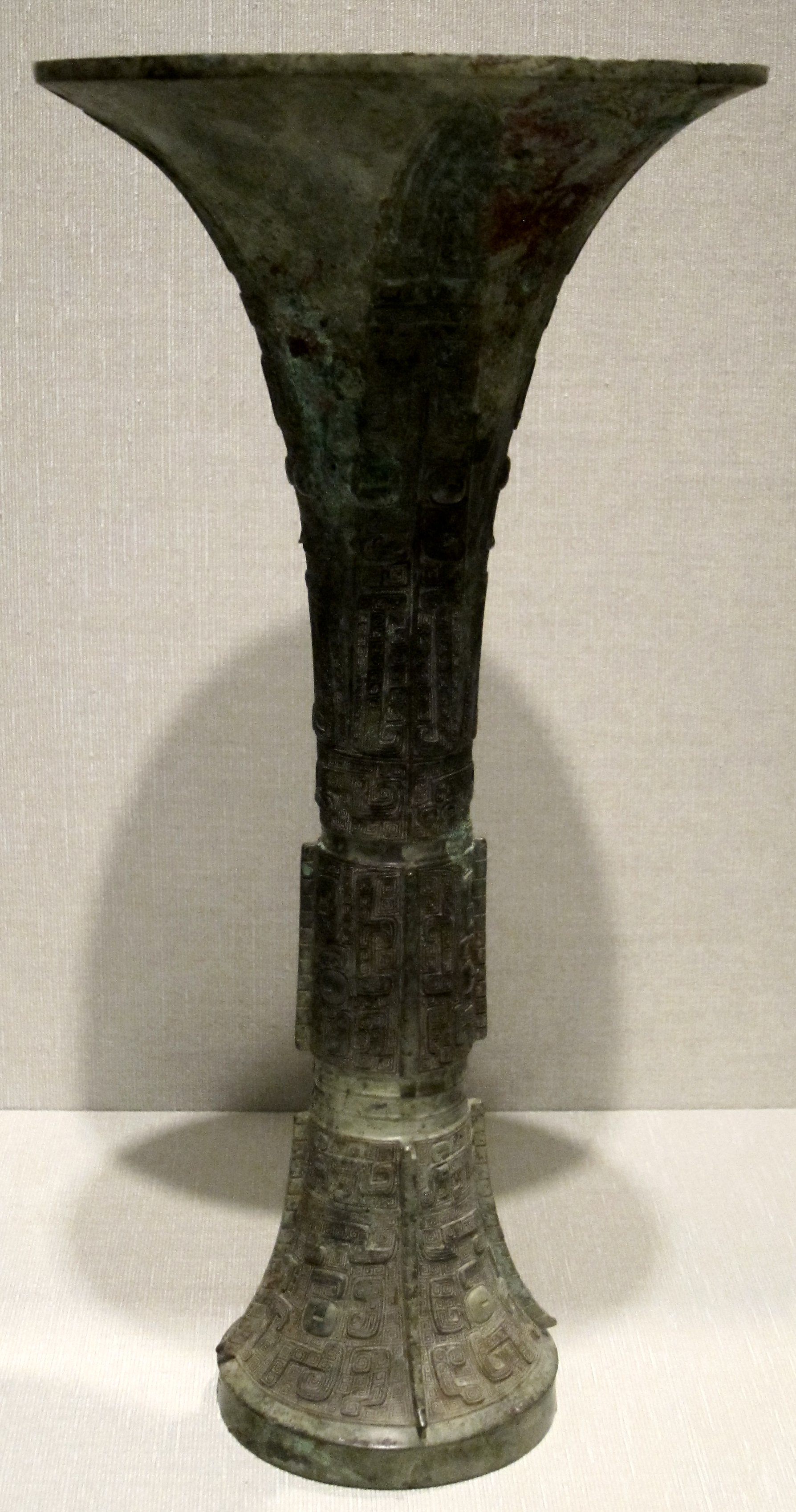
Gū (觚), copa de vino alta.

Los conjuntos de bronces rituales chinos son los objetos supervivientes más impresionantes de la Edad del Bronce china. Durante la dinastía Shang, China se convirtió en una de las civilizaciones más hábiles en el trabajo de bronce del mundo antiguo, ya que el pueblo fundía metal para hacer utensilios de cocina, herramientas, armas y otros artículos para el hogar. Los arqueólogos modernos ven tal preservación de cómo vivían los antiguos chinos interpretando las pinturas de laca sobre madera que ayudaron a preservar antiguos artefactos de bronce chinos. Datados de alrededor de 1650 a. C., estos vasos elaborados con decoraciones fueron depositados como bienes funerarios en las tumbas de la realeza y la nobleza, y evidentemente fueron producidos en gran número, hay excavaciones documentadas en las que se encontraron más de 200 piezas en una sola tumba real. Fueron producidos para que un individuo los usara en ofrendas rituales de comida y bebida a sus antepasados en templos familiares o salones ceremoniales sobre tumbas, o más bien en banquetes rituales en los que participaban miembros de una familia; los primeros registros literarios hablan de estos. A la muerte del propietario, serían colocados en su tumba, para que pudiera seguir presentando sus respetos en el más allá; otros ejemplos fueron emitidos específicamente como bienes funerarios.
Los bronces rituales probablemente no fueron utilizados para comer y beber normalmente; representan versiones más grandes y más elaboradas de los tipos de vasijas utilizadas para esto, y están hechos con materiales preciosos. Además de los recipientes de mesa, las armas y algunos otros objetos fueron realizados en formas rituales especiales. Otra clase de objetos rituales son aquellos, que también incluyen armas fabricadas en jade, que probablemente fueron las más apreciadas de todas, y cuyo material se había utilizado durante mucho tiempo para herramientas rituales y armas, desde aproximadamente el año 4500 a. C.
Al menos inicialmente, la producción de bronce probablemente fue controlada por el gobierno, que donó metal en bruto a su nobleza como un signo de favor.

## Utilización
Los bronces son algunas de las piezas más importantes del arte chino antiguo, lo que justifica un catálogo completo por separado en las colecciones de arte imperial. La Edad de Bronce china comenzó en la dinastía Xia (alrededor de 2070 - alrededor de 1600 a. C.), y los recipientes rituales de bronce forman la mayor parte de las colecciones de las antigüedades chinas, alcanzando su apogeo durante la dinastía Shang (1600-1046 a. C.) y la primera parte de la dinastía Zhou (1045-256 a. C.).
La mayoría de los artefactos de bronce antiguos chinos que sobrevivieron son formas rituales en lugar de sus equivalentes hechos para uso práctico, ya sea como herramientas o como armas. Las armas como dagas y hachas tenían un significado sacrificial, simbolizando el poder celestial del gobernante. Las fuertes asociaciones religiosas de objetos de bronce trajeron un gran número de tipos de vasijas y formas que se consideraron clásicas y totémicas y se copiaron, a menudo en otros medios, como la cerámica china, en los períodos subsiguientes del arte chino.
Los libros rituales de la antigua China describen minuciosamente a quién se le permitió usar qué tipo de vasijas de sacrificio y que cantidad. El rey de Zhou usó 9 dings y 8 vasijas gui, un duque podía usar 7 dings y 6 guis, un barón podía usar 5 dings y 3 guis, un noble podía usar 3 dings y 2 guis. En cuanto a los hallazgos arqueológicos reales, la tumba de Fu Hao, una reina Shang inusualmente poderosa, contenía un conjunto de vasos rituales, que suman más de doscientos, que también eran mucho más grandes que las veinticuatro vasijas en la tumba de un noble contemporáneo. Su estatus superior habría sido claro no solo para sus contemporáneos, sino también, se creía, para sus antepasados y otros espíritus. Muchas de las piezas fueron fundidas con inscripciones usando la forma póstuma de su nombre, lo que indica que se hicieron especialmente para el entierro en la tumba.

## Clasificación de piezas en la colección Imperial

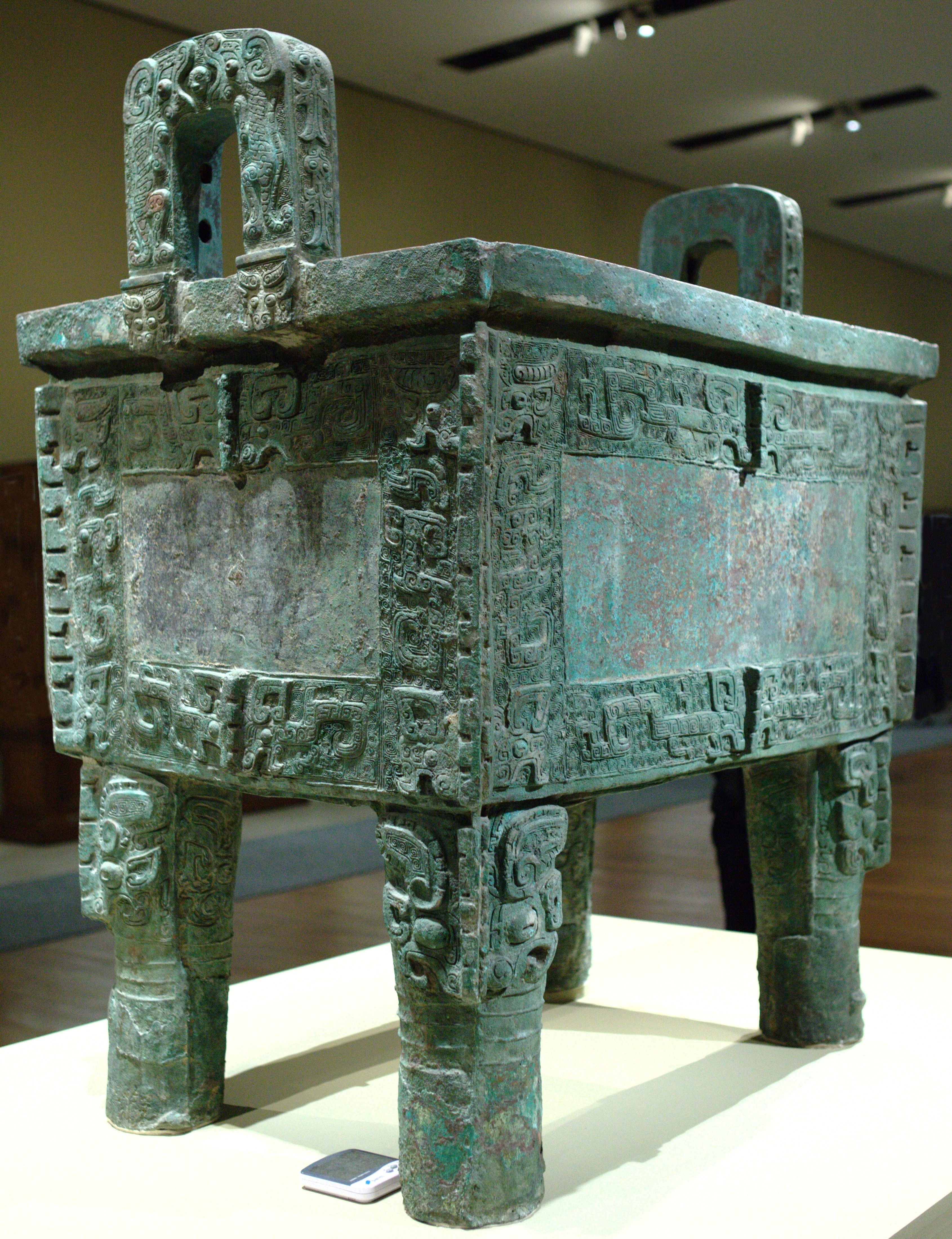
Houmuwu ding (后母戊鼎 (Hòumǔwù dǐng)), en el Museo nacional de China.

La apreciación, creación y colección de bronces chinos como piezas de arte y no como elementos rituales comenzó en la dinastía Song y alcanzó su apogeo en la dinastía Qing durante el reinado del emperador Qianlong, cuya enorme colección se registra en los catálogos conocidos como el Xiqing gujian y Xiqing jijian (西 清 繼 鑑). Dentro de esos dos catálogos, el bronce se categoriza de acuerdo con el uso:
- Recipientes de sacrificio (祭器, jìqì),
- Vasos de vino (酒器, jiǔqì),
- Vasos de comida (食 器, shíqì),
- Recipientes de agua (水 器, shuǐqì),
- Instrumentos musicales (樂器, yuèqì),
- Armas (兵器, bīngqì),
- Contenedores de medición (量器, liángqì),
- Dinero antiguo (錢幣, qiánbì), y
- Varios (雜 器, záqì).

Los más apreciados son generalmente los destinados a sacrificio y al vino, que forman la mayoría de la mayoría de las colecciones. A menudo estos recipientes están realizados con decoraciones de diseños de «taotie».

### Recipientes de sacrificio
- Ding (鼎) Vasija de sacrificio (祭器), originalmente una caldera para cocinar y almacenar carne (食 器). El prototipo Shang tiene un cuenco redondo, más ancho que alto, con tres patas (足); hay dos asas cortas en cada lado (耳). Los ejemplos posteriores se hicieron cada vez más grandes y se consideraron una medida de poder. Está documentado como la clase más importante de bronce chino en términos de su importancia cultural. Hay una variación llamada fāngdǐng (方 鼎) que tiene un tazón cuadrado y cuatro patas en cada esquina. Existen formas raras con tapas. 西 清 古 鑒 contiene más de doscientos ejemplos, y este es el recipiente más respetado de todos los bronces chinos.

- Dòu (豆): Vasija de sacrificio (祭器) que originalmente era un recipiente de comida. Tazón plano, cubierto en un tallo largo.
- Fǔ (簠): Plato rectangular, triangular en sección transversal vertical. Siempre con una tapa en forma de plato.
- Zūn (尊 o 樽 o 鐏): Vasija de vino y recipiente de sacrificio (器 為 盛 酒 亦 也 也 也). Copa de vino cilíndrica alta, sin asas o patas. La boca suele ser un poco más ancha que el cuerpo. A finales de la dinastía Zhōu (周), este tipo de vasija se volvió excesivamente elaborado, a menudo tomando la forma de animales y abandonando la forma tradicional. Estos últimos tipos se distinguen de gōng (觥) al tener una boca pequeña, aproximadamente circular. Este tipo de recipiente forma el segundo grupo más grande de objetos en el Xiqing gujian, después del dǐng (鼎).
- Zǔ (俎): plataforma rectangular plana con patas cuadradas en cada esquina. No representado en el Xiqing gujian.
- Yí (彝): Vasija de sacrificio. Existen dos formas: A. Gran olla redonda con dos asas; B. Contenedor alto tipo caja, la base más angosta que la boca con una tapa similar a un techo. Más tarde se convirtió en un nombre genérico para todos los vasos sacrificiales.

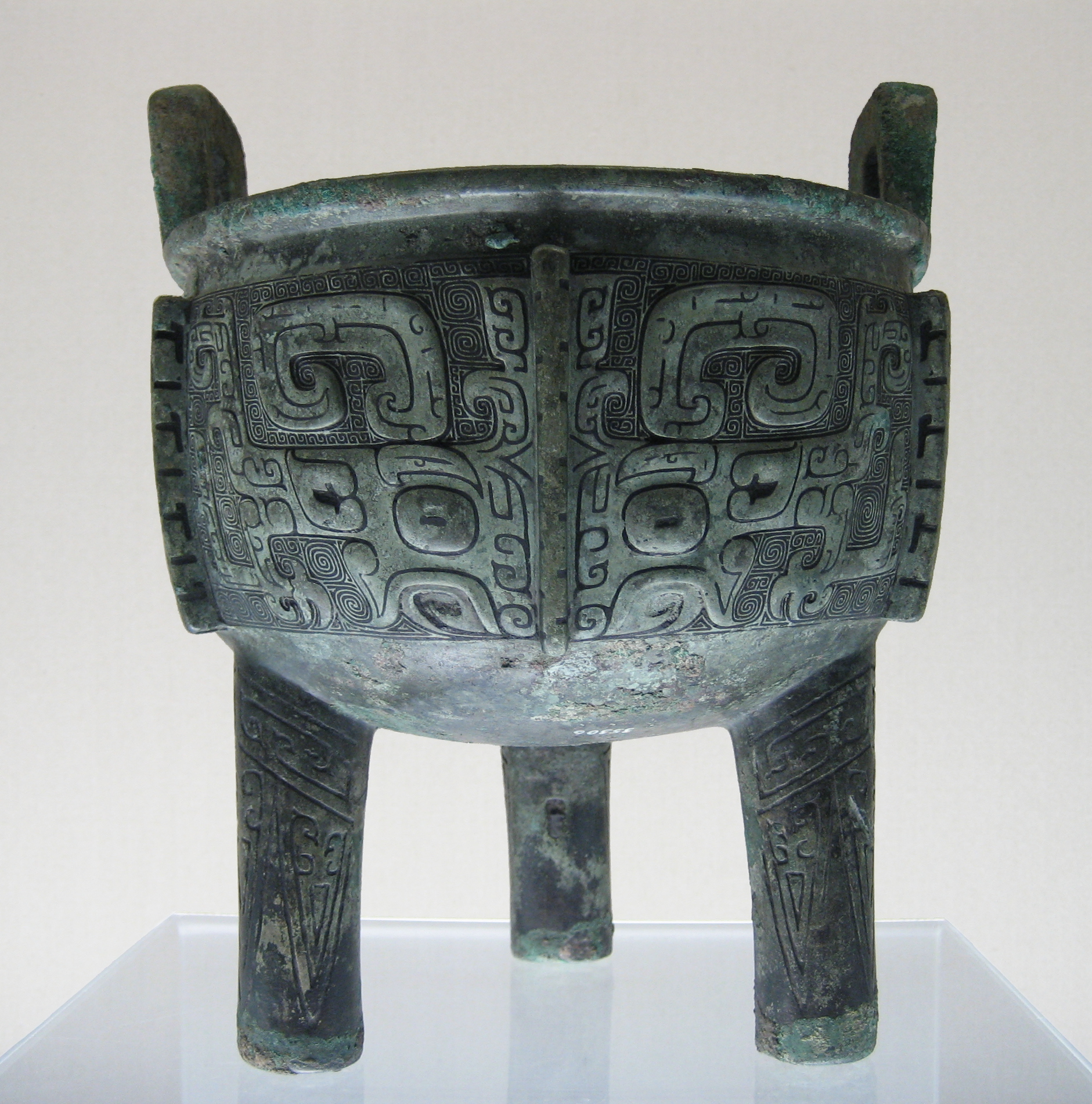
Dǐng de finales de la dinastía Shang.
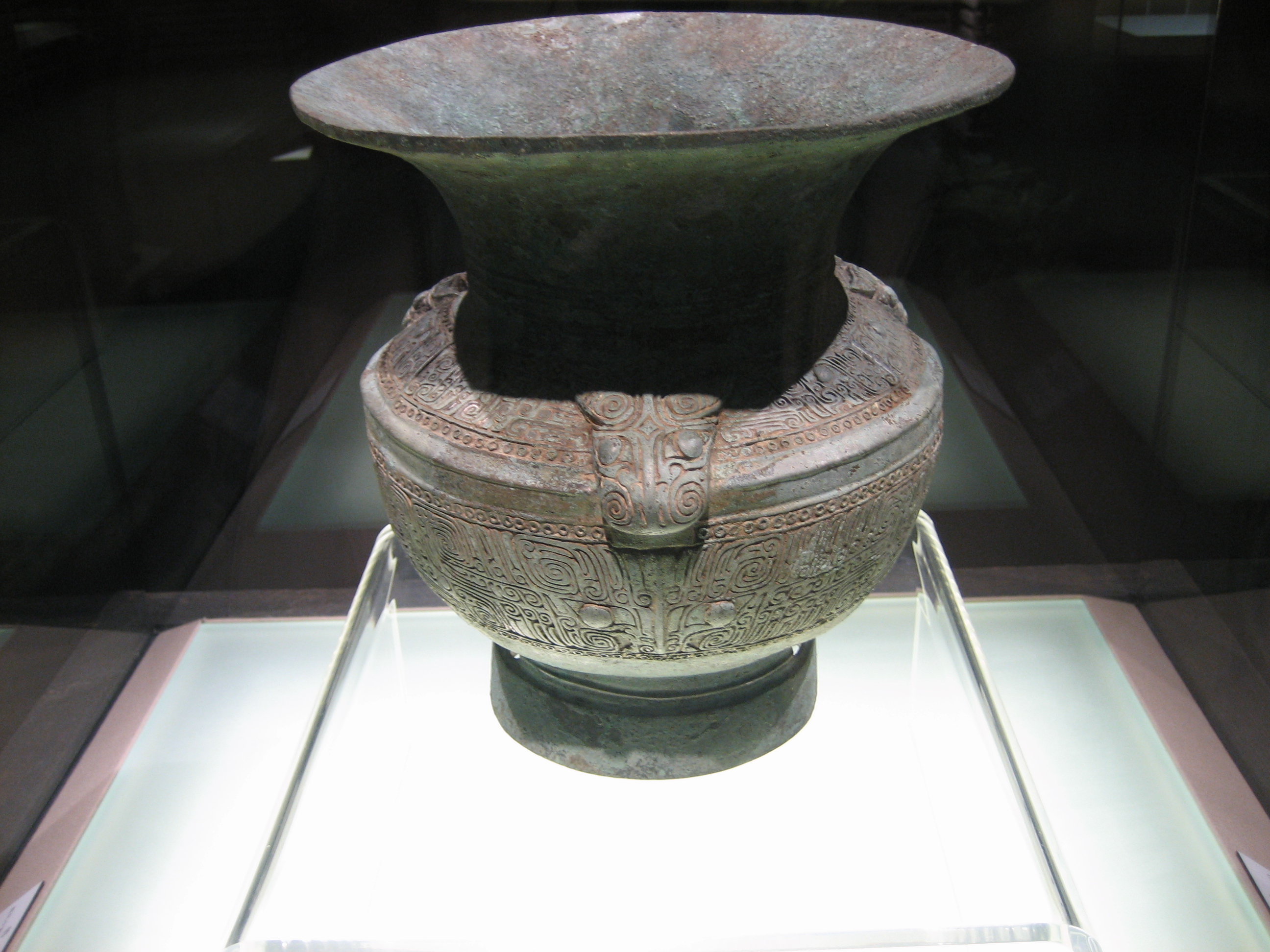
Forma original de zun con decoración taotie, Shang.
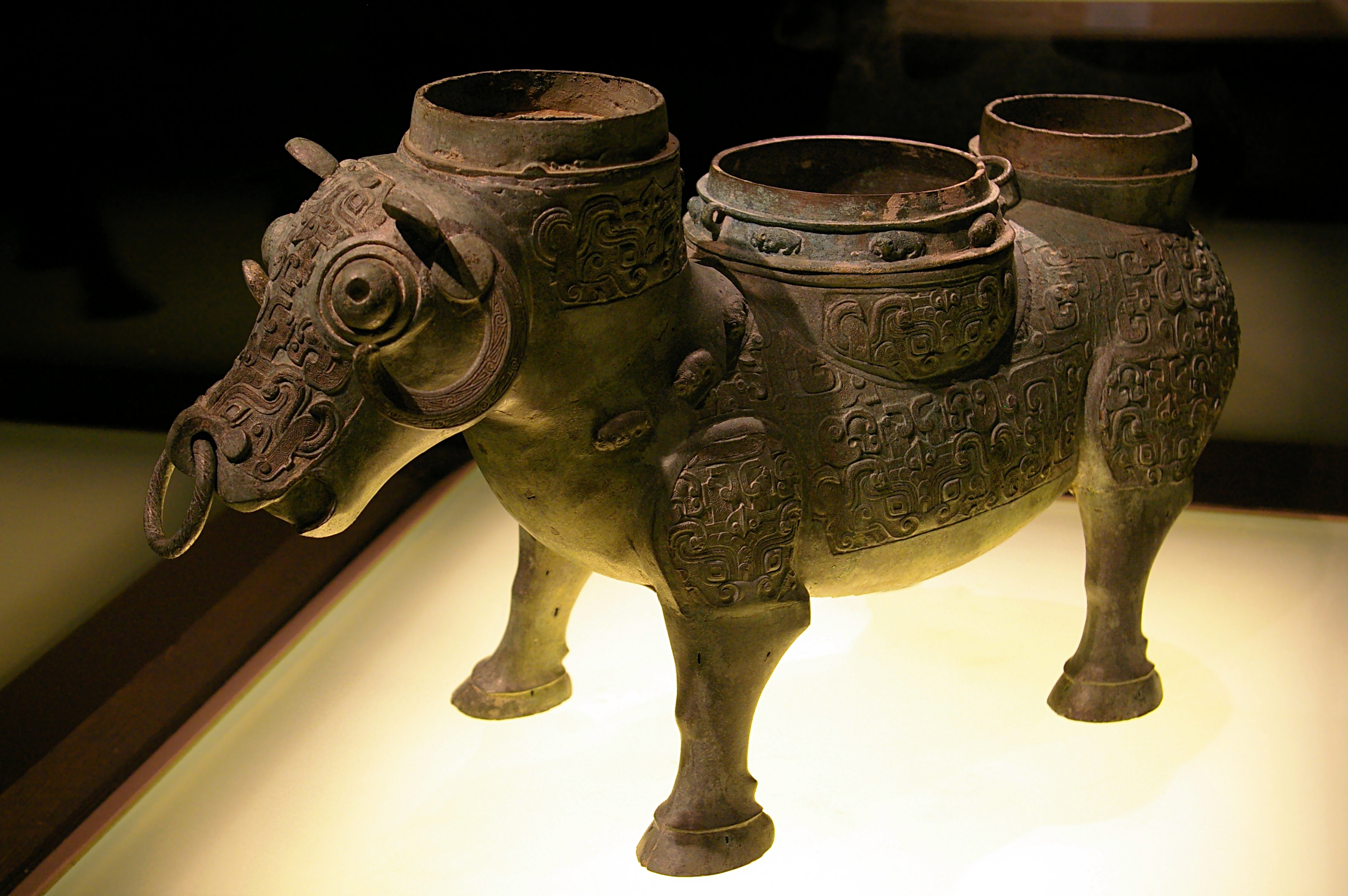
Otro zun en forma de buey.

### Vasos de vino

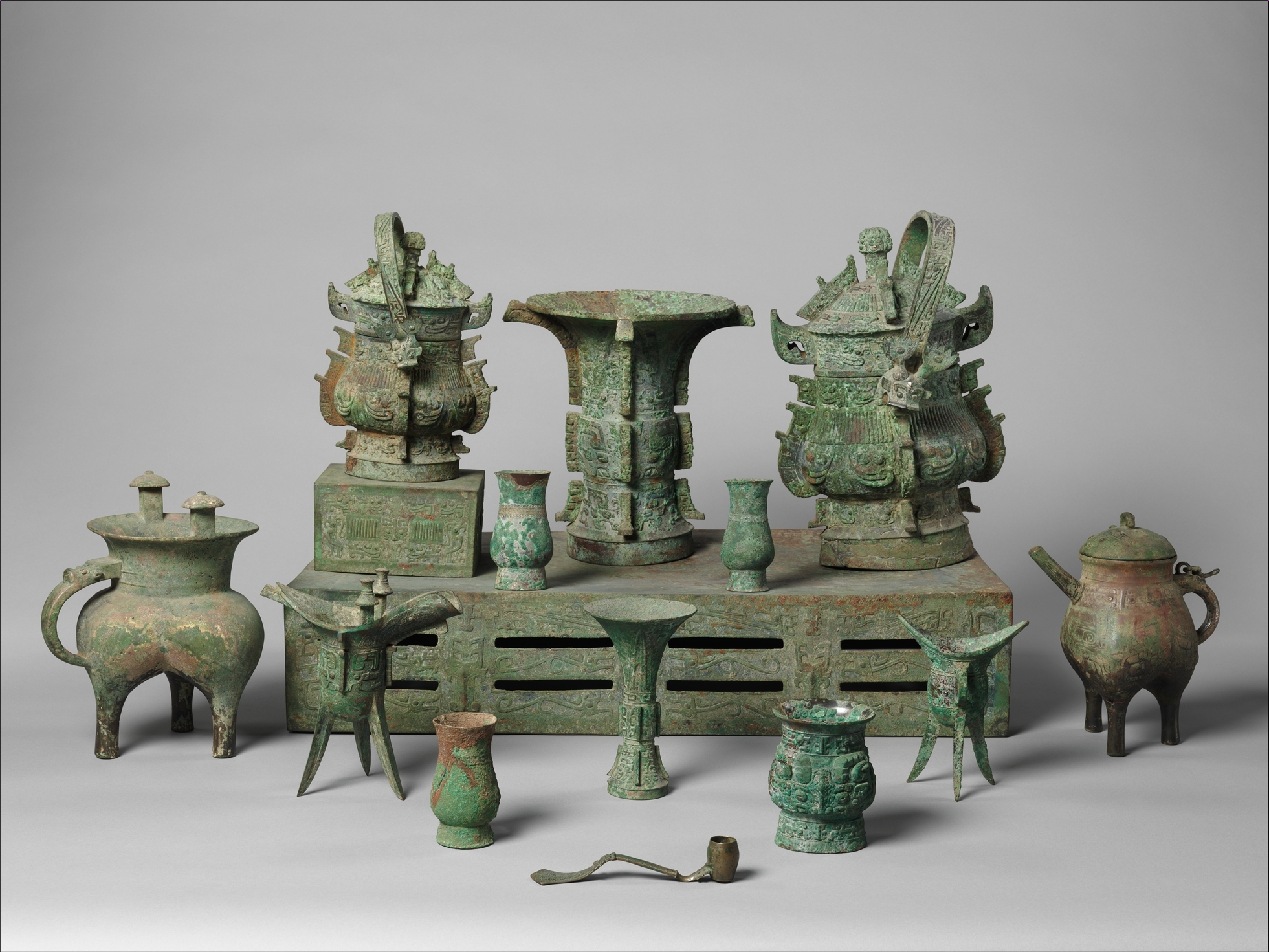
Variedad de vasos de vino alrededor de un altar, Dinastía Zhou del oeste, Museo Metropolitano de Arte.

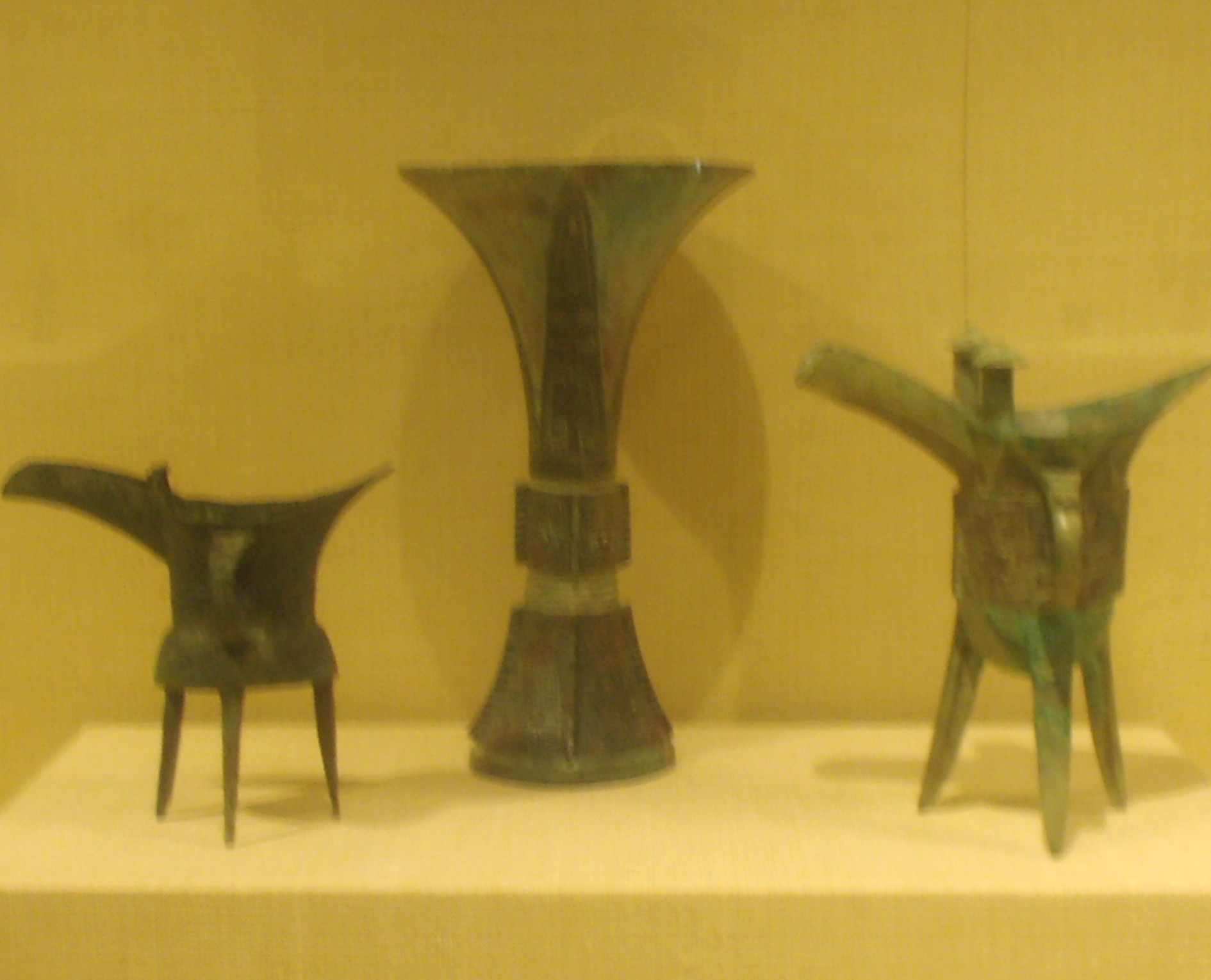
Dos Jue entre un Gū, todos pertenecientes a la dinastía Shang.

- Gōng (觥, no pronunciado guāng ): recipiente de vino a menudo alargado y tallado en forma de un animal. Siempre hay una tapa y la boca generalmente cubre la longitud del recipiente. Esta no es una clasificación utilizada en el Xiqing gujian; los objetos de este tipo se clasifican en 匜.
- Gū (觚): copa de vino alto sin asas, la boca más grande que su base.
- Gui (簋): un cuenco con dos asas.
- Hé (盉): una vasija de vino con forma de tetera con tres patas. Tiene un mango (pàn 鋬) y un pico recto que apunta en diagonal hacia arriba.
- Jiǎ (斝): una caldera para calentar el vino. Como un dǐng (鼎) excepto que el cuerpo es más alto que ancho, y puede tener dos palos (柱) pegados hacia arriba desde el borde, actuando como asas.
- Jué (角, no pronunciado jiǎo): una copa de vino similar a 爵, excepto que el pico y la extensión del ala son idénticos y hay una cubierta.
- Jue (爵): una copa de vino con tres patas, un pico (流) con una extensión de borde puntiagudo (尾) diametralmente opuesta, más un mango (鋬).
- Léi (罍): vaso para vino con cuerpo redondo, cuello, tapa y asa a ambos lados de la boca.
- Lì (鬲): caldero con tres patas. Similar a un dǐng (鼎) excepto que las piernas se mezclan con el cuerpo o tienen grandes hinchazones en la parte superior.
- Zhī (卮 / 巵 / 梔):vasija de vino, y también un recipiente de medición. Como un píng (瓶), excepto más corto y más ancho.
- Zhōng (鍾): un recipiente de vino sin asas.
- Zun (尊 / 樽 / 鐏): vasija de vino y recipiente de sacrificio (器 樽 盛 酒 亦 也 也 也). Copa de vino cilíndrica alta, sin asas o patas. La boca suele ser un poco más ancha que el cuerpo. A finales de la dinastía Zhou, este tipo de vasija se volvió excesivamente elaborado, a menudo tomando la forma de animales y abandonando la forma tradicional. Estos últimos tipos se distinguen del gōng (觥) al retener una boca pequeña, aproximadamente circular. Este tipo de recipiente forma el segundo grupo más grande de objetos en el catálogoXiqing gujian, después del dǐng (鼎).

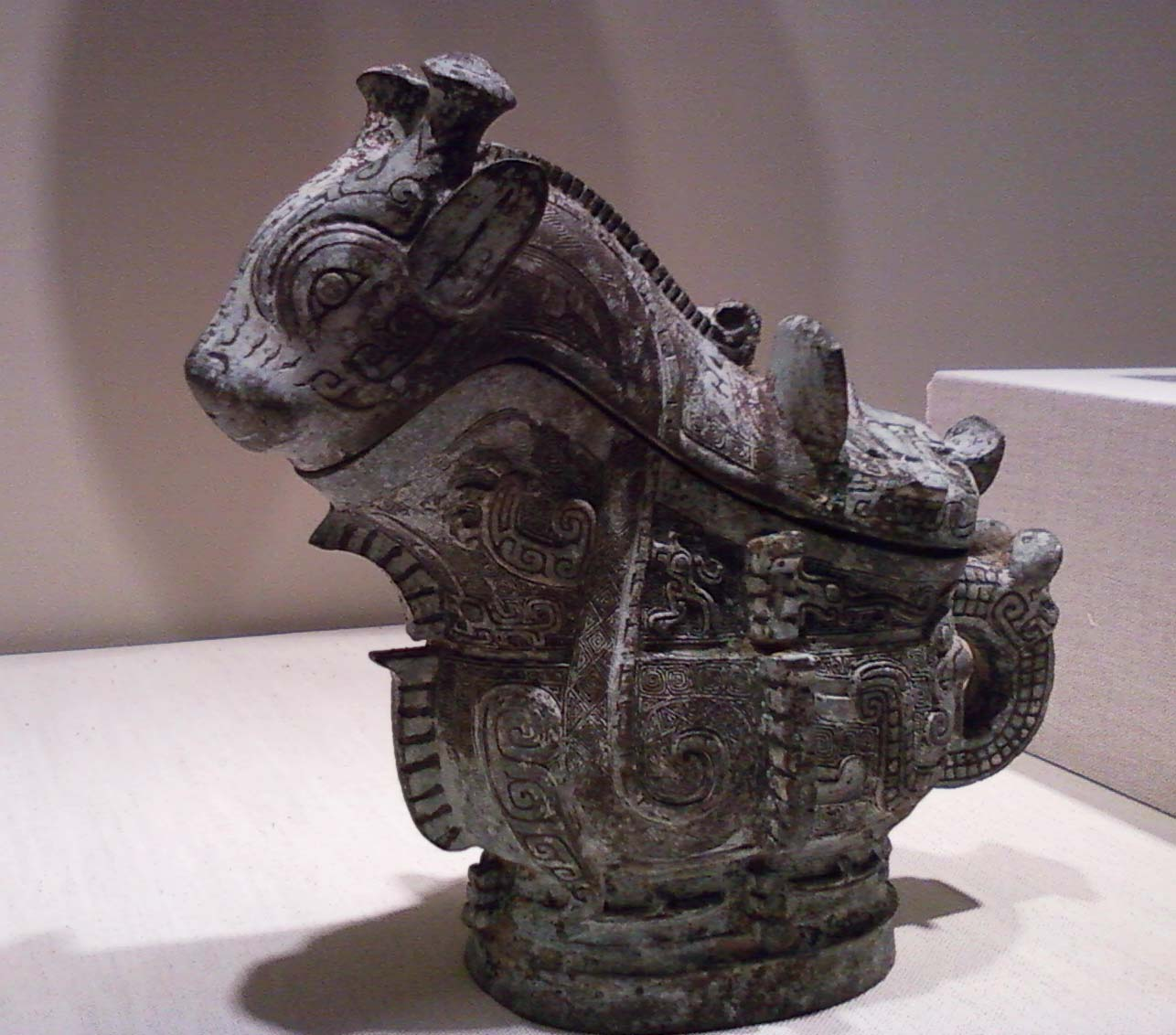
Servidor de vino (guang), Indianápolis Museum of Art, Catálogo 60.43
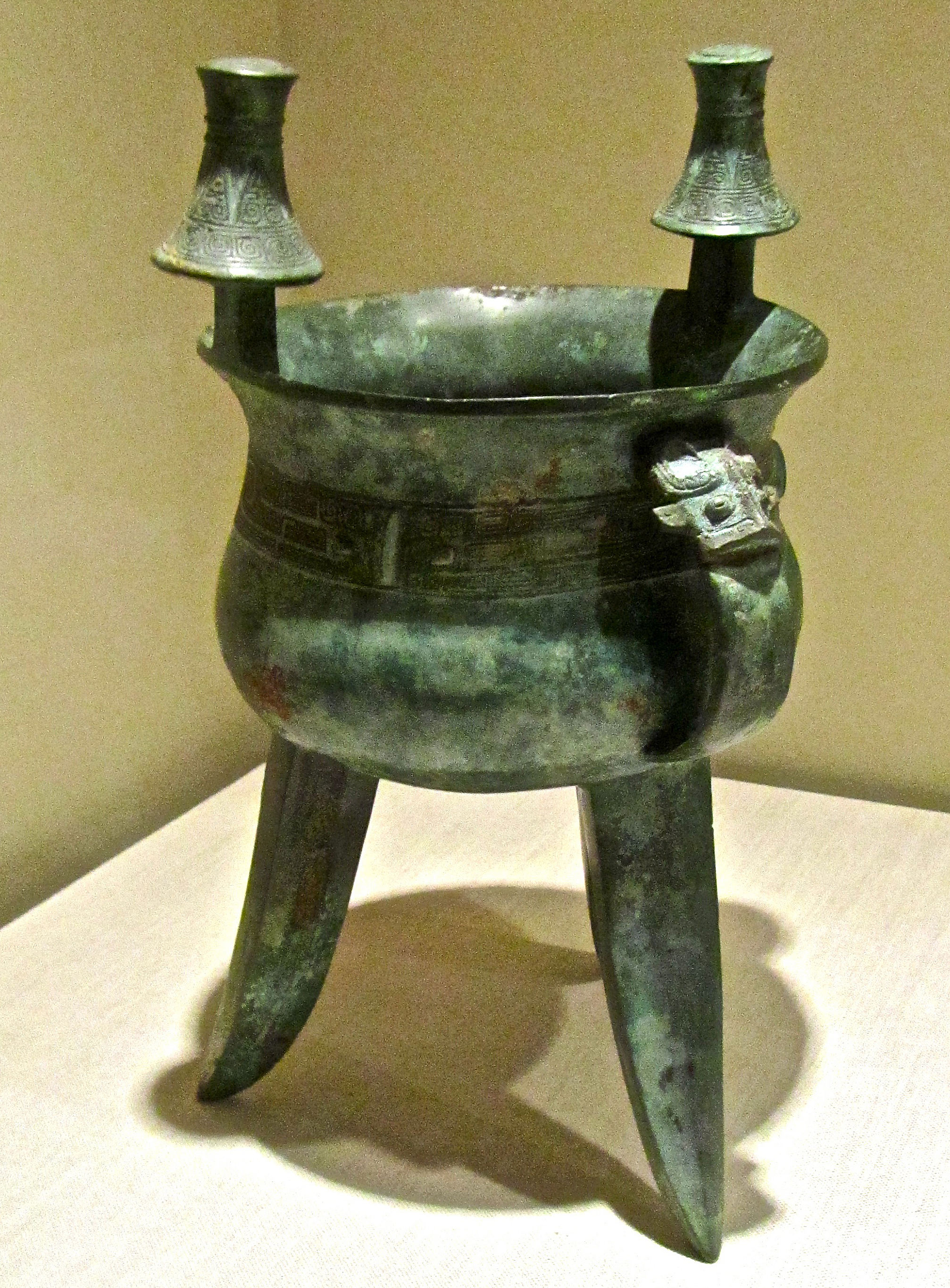
Jue
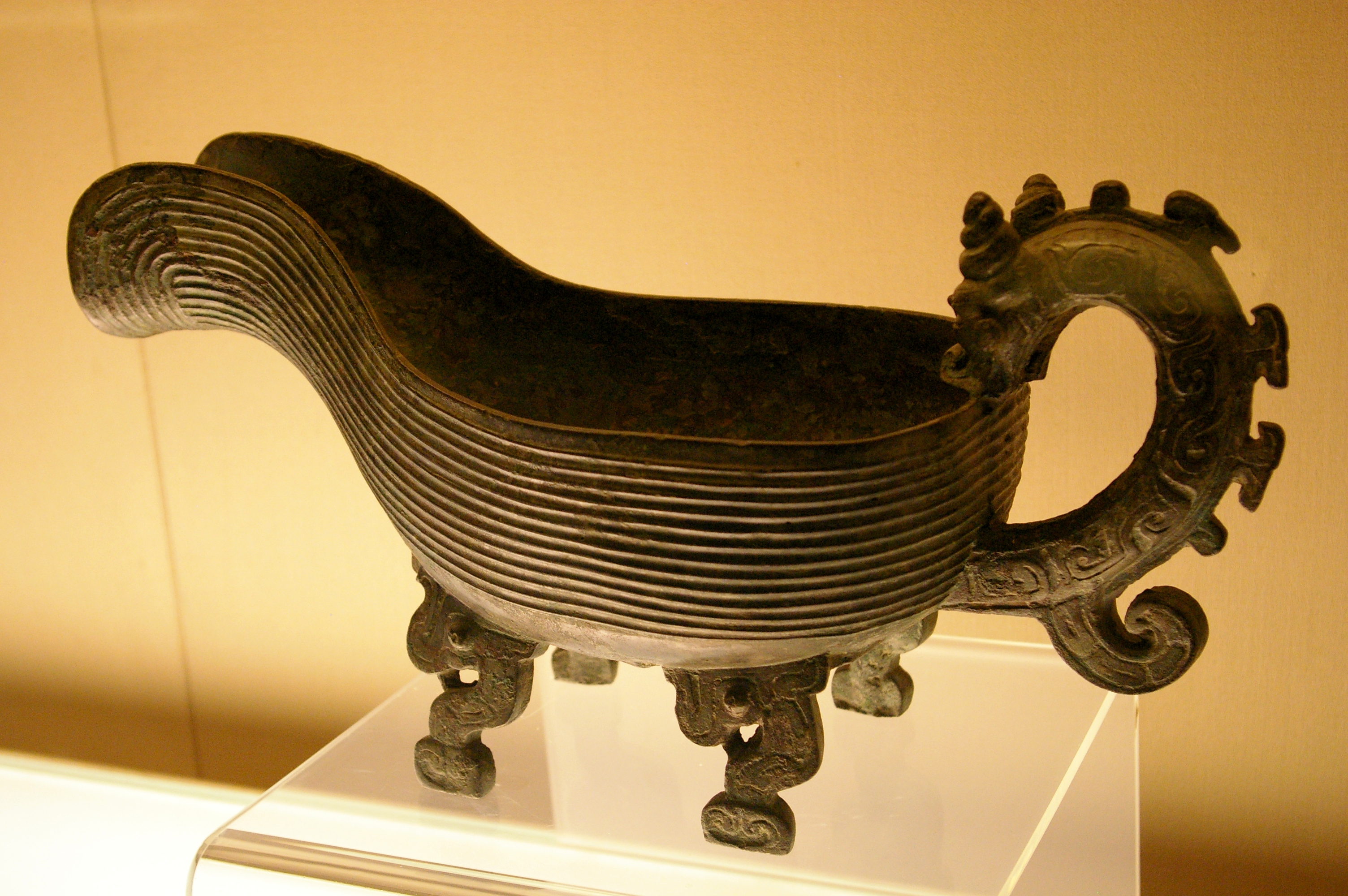
Vertedor de aguaYí, de la Tumba del marqués Yi de Zeng

### Vasos de comida

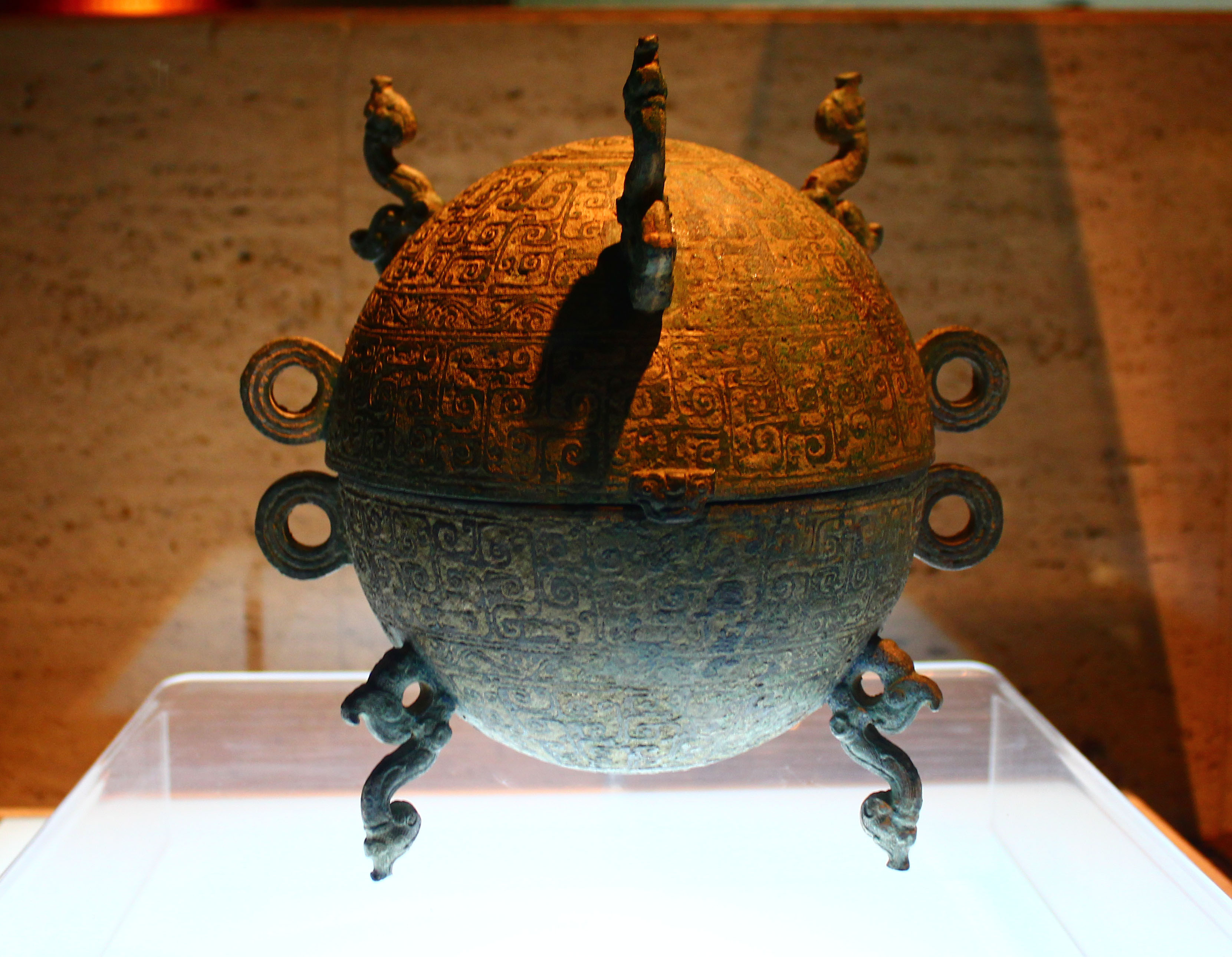
Dui con patrón decorativo de nubes geométricas, período de los Reinos Combatientes.

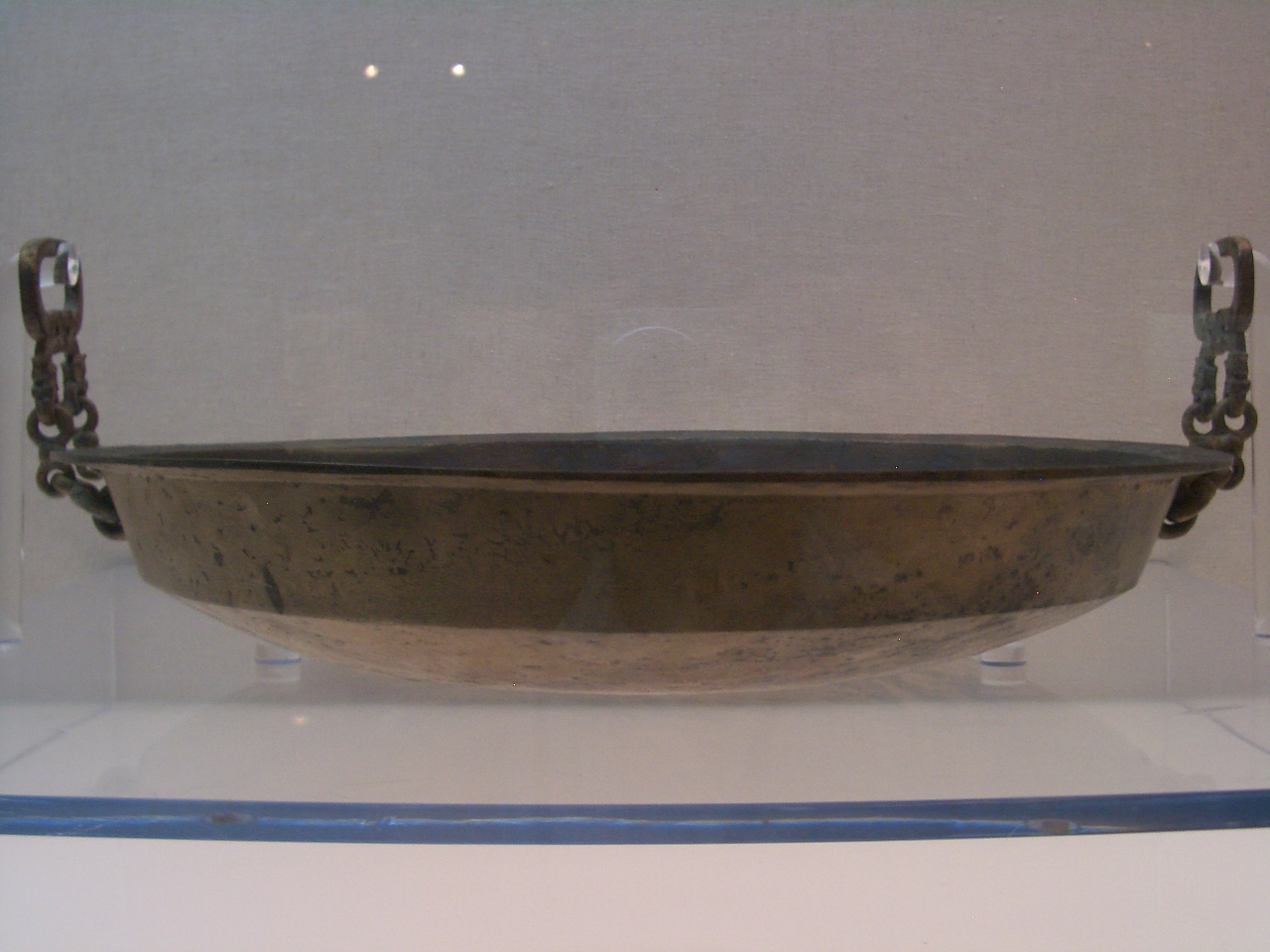
Tipo de vasija Pan, sin patas.

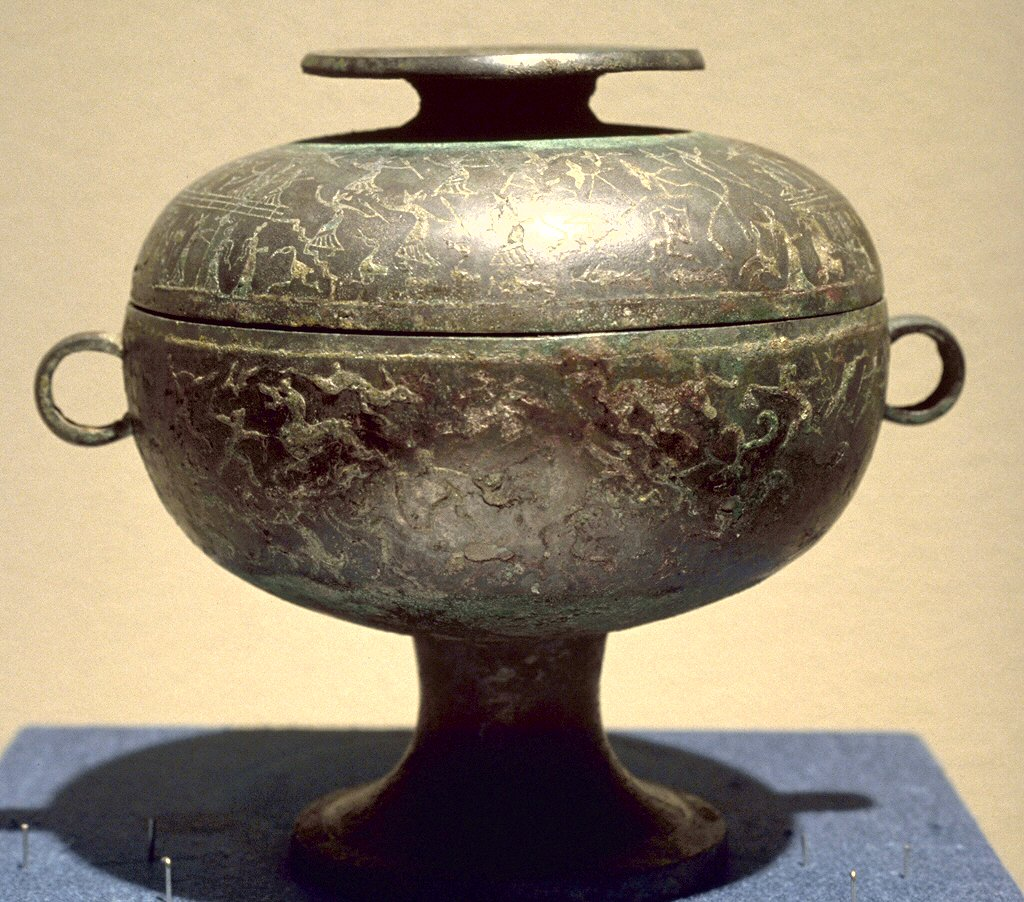
Contenedor de alimentos cubierto (dou), siglo VI aC. Museo Walters Museo Walters.

- Duì (敦, no pronunciado dūn): plato esférico con una cubierta para proteger su contenido del polvo y otros contaminantes.
- Pán (盤): plato curvo redondo para la comida. Puede no tener patas, o puede tener tres o cuatro patas cortas.
- Yǒu (卣): olla cubierta con una sola asa de lazo colocada en lados opuestos de la boca del recipiente.
- Zèng (甑): olla de arroz; conocido como 腹 estuvo en Xiqing gujian. No tiene una categoría separada en 西 清 古 see: vea yǎn (甗).

### Vasos de agua
- Bù (瓿): ver pǒu (瓿)
- Dǒu斗: Scoop. Tazón alto con mango largo.
- Móu (鍪): un jarrón con dos asas. Las piezas de este tipo se clasifican como hú (壺) en el Xiqing gujian.
- Píng (瓶): jarrón alto con un cuello largo y delgado que se abre a una boca estrecha.
- Pǒu (瓿, pronunciado bù en China): un pequeño bronce wèng (甕).
- Wèng (瓮 o 甕): jarra de vientre redondo y boca redonda sin pie para contener el agua o el vino. Ahora se usa comúnmente para mantener las cenizas.
- Yàndī (硯 滴): recipiente de agua para una piedra de tinta; a menudo en forma de un animal con un gotero largo y delgado para controlar la cantidad de agua dispensada.
- Yí (匜): un cuenco o jarra con un pico; puede tener una forma elaborada como un animal.
- Yú (盂): cuenco para agua. Puede tener hasta cuatro asas decorativas alrededor del borde; o ser sin borde.
- Zhì (觶): jarrón de boca ancha, similar en forma a un hú (壺), pero sin asas.
- Zhōng (盅): copa pequeña sin asas. No representado en Xiqing gujian.

### Instrumentos musicales
- Bó (鈸): platillos. No representado en el Xiqing gujian. Ver náo (鐃).
- Gǔ (鼓): un tambor.
- Líng (鈴): una campana pequeña (como se puede colgar de cintas). Este artículo no está representado en Xiqing gujian.
- Náo (鐃): platillos. No representado en Xiqing gujian. Ver también bó (鈸).
- Zhōng (鐘): Una campana grande, que podría estar en una torre.

### Contenedores de medición
- Zhī (卮 o 巵 o 梔): recipiente de vino y también recipiente de medición. Como un píng (瓶), excepto más corto y más ancho.

### Dinero antiguo
- Bù (布) o bùwén (布 文): dinero antiguo (錢幣). Rectangular con dos patas y una cabeza. Tipo de qián (錢)
- Fúyìnqián (符 印 錢): amuleto taoísta acuñado en forma de yuán (圓), generalmente con un conjuro en el anverso y una imagen en el reverso.
- Qián (錢): dinero antiguo (錢幣). Bien representado en 西 清 古 鑑; ocurre en tres tipos: 布, 刀, 圓 (元) qv
- Yuán (圓): También llamado yuánbì (圓 幣), yuánbǎo (元寶), o yuánqián (元錢). Monedas circulares con un agujero en el medio, usualmente hechas de cobre o bronce; lo que la mayoría de los occidentales piensan como 'dinero chino'. También vea fúyìnqián (符 印 錢).

### Miscelánea

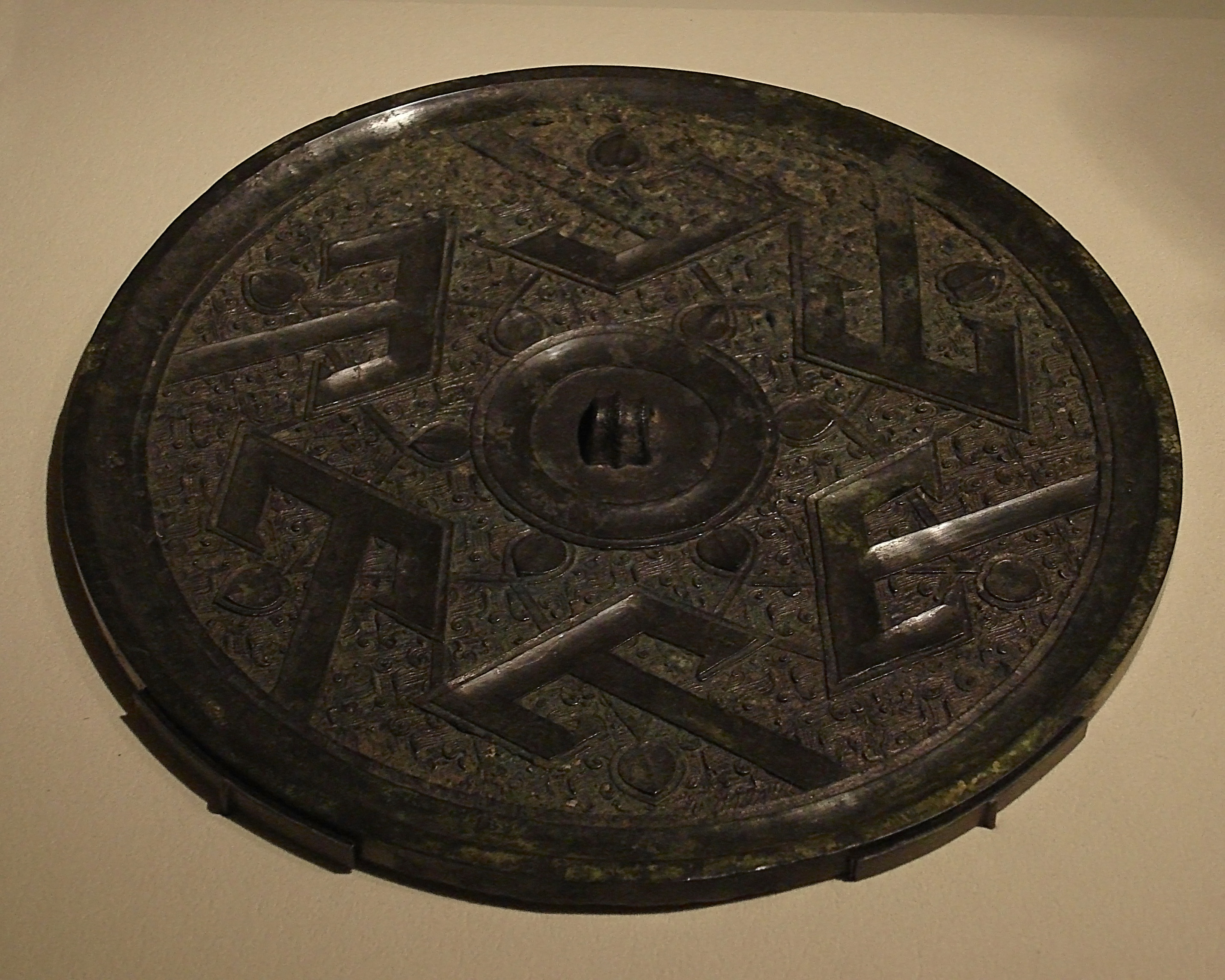
Un espejo de bronce (Jiàn) del Período de los Reinos Combatientes (475 - 221 aC)

- Biǎozuò (表 座): contenedor cilíndrico con motivo de animal añadido. Solo hay tres ejemplos en Xiqing gujian.
- Jiàn (鑑 o 鑒): se refiere a dos objetos diferentes: un plato de bronce alto y ancho para agua o un espejo de bronce circular, generalmente con intrincadas ornamentaciones en la parte posterior. El significado moderno es un espejo.
- Jue(钁): Artefacto agrícola en forma de pico, pero utilizado como una azada.西清古鑑 tiene solo dos ejemplos; la rúbrica dice: 按說文大鉏也又博雅斫謂之钁 «Según el Shouwen [un antiguo diccionario chino] es una azada grande, que los doctos llaman jué». Únicamente las cabezas de bronce de los dos ejemplos sobreviven, porque las asas de madera se pudrieron hace mucho tiempo.
- Lú (鑪): brasero. Estos son un grupo nebulosamente clasificado de vasijas de bronce y hay varias series de formas: A. Puede ser similar a un dǐng (鼎) con patas muy cortas, sentado en un pán (盤); o B., un duì (敦) en un pán (盤); o C., como un dòu (豆) en un pán (盤).
- Shūzhèn (書 鎮): peso del papel. Por lo general, de bronce sólido, moldeado en forma de un animal reclinado o en cuclillas —tres grabados en el Xiqing gujian—.